# Ciudad Deportiva Magdalena Mixhuca

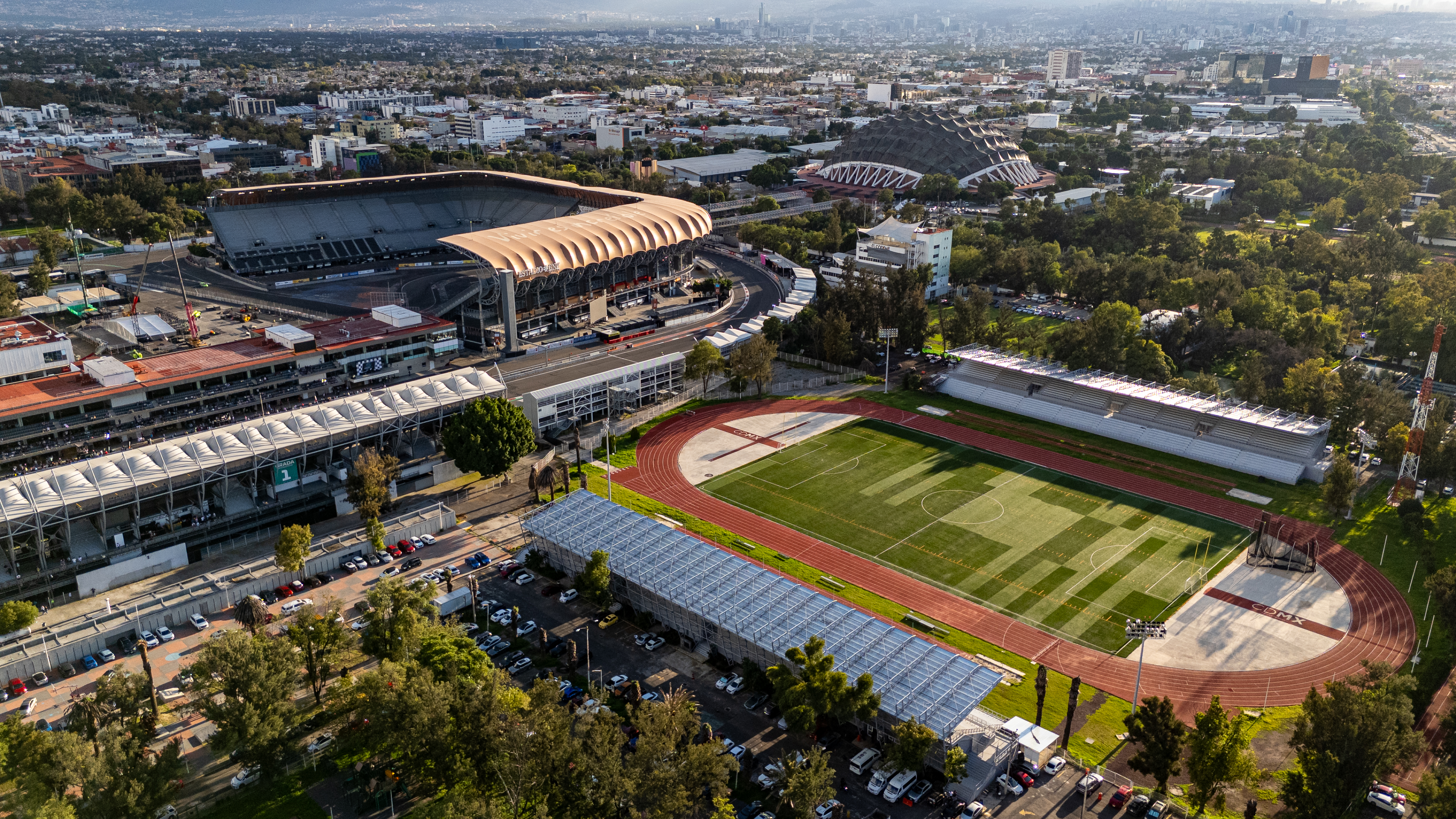
Luftaufnahme der Sportstadt Magdalena Mixhuca

Ciudad Deportiva Magdalena Mixhuca ist ein seit 1958 entstandener Sportkomplex in Iztacalco, Mexiko-Stadt. Auf dem 92 Hektar großen Gelände befinden sich mehrere Sportarenen, die unter anderem Wettkampfstätte bei den Olympischen Sommerspielen von 1968 in Mexiko waren. So wurde das Basketballturnier im Palacio de los Deportes ausgetragen, das Fechtturnier in der Fernando-Montes-de-Oca-Fechthalle, das Hockeyturnier im Estadio Municipal (heute Estadio Jesús Martínez “Palillo”) sowie fünf der insgesamt sieben Radsportturniere im Velódromo Olímpico Agustín Melgar. Weitere bedeutsame Sportstätten auf dem Gelände sind die Baseballstadien Foro Sol (eröffnet 2000) und Estadio Alfredo Harp Helú (eröffnet 2019) sowie die Motorsport-Rennstrecke Autódromo Hermanos Rodríguez.